# Rubí Sanz Gamo
Rubí Sanz Gamo   (Madrid, 12 de juny de 1952 - Albacete, 16 de maig de 2025) va ser una historiadora de l'art i conservadora i directora de museus espanyola.

## Biografia
Va estudiar Història de l'Art a la Universitat Complutense de Madrid, on es va llicenciar el 1974. El 1986 va ingressar en el Cos Facultatiu de Conservadors de Museus i des de 1996 és Doctora en Història per la Universitat d'Alacant. Entre 1983 i 2004 va ser directora del Museu d'Albacete i des d'aquest any fins al a 2010 va ser directora del Museu Arqueològic Nacional d'Espanya. Així mateix, també va ser Consellera de Cultura de la Junta de la Comunitat de Castella-La Manxa entre 1999 i 2000.
Va formar part de diversos tribunals d'oposició al Cos Facultatiu de Conservadors de Museu i va participar en nombrosos cicles de conferències, congressos i seminaris científics sobre Arqueologia i Patrimoni Cultural. És membre de l'Institut Arqueològic Alemany, la Reial Acadèmia de la Història i la Reial Acadèmia de Belles Arts de Sant Ferran.
Durant els seus anys de direcció, es van començar els treballs de l'últim remodelatge del Museu Arqueològic Nacional, a més a més de portar-se a terme el disseny i redacció del pla museològic i del projecte museogràfic. Així mateix, va impulsar exposicions itinerants que permetessin aprofitar i donar difusió als fons museogràfics del MAN, com per exemple España, encrucijada de civilizaciones, Colecciones del Museo Arqueológico Nacional, organitzada amb la SEACEX (2008-2009), Egipto, Nubia y Oriente Próximo. Colecciones del Museo Arqueológico Nacional, Rostros de Roma. Retratos romanos del Museo Arqueológico Nacional, i Mecenazgo y poder en la España del siglo XVI. Colecciones del Museo Arqueológico Nacional.
En finalitzar el 2010 el seu període al Museu Arqueològic Nacional, va tornar a la direcció del Museu d'Albacete, tancat des de 2007 i que va poder reobrir l'any 2011.

## Obra
- El "Tolmo de Minateda": una historia de tres mil quinientos años amb Lorenzo Abad Casal i Sonia Gutiérrez Lloret. Toledo : Junta de Comunidades de Castilla-La Mancha, 1998. ISBN 84-7788-208-8
- Cultura ibérica y romanización en tierras de Albacete: los siglos de transición.Albacete : Instituto de Estudios Albacetenses, 1997. ISBN 84-87136-69-9
- Las fíbulas de las provincia de Albacete amb Lucía Soria Combadiera, Francisco Javier López Precioso, Salvador Rovira Lloréns. Albacete : Instituto de Estudios Albacetenses, 1992. ISBN 84-87136-27-3
- Pintores albacetenses contemporáneos (1900-1983). Albacete : Instituto de Estudios Albacetenses, 1984. ISBN 84-505-0076-1
- II Congreso de Historia de Albacete : del 22 al 25 de noviembre de 2000 Vol. 1, 2002 (Arqueología y prehistoria / coord. per Rubí Sanz Gamo), ISBN 84-95394-40-5

### Articles a revistes
- El Museo Arqueológico Nacional, aspectos de un proceso de cambio.Boletín del Museo Arqueológico Nacional, ISSN 0212-5544, Nº 32, 2014
- "Mover un museo". Una experiencia en el Museo Arqueológico Nacional amb Fernando L. Fontes Blanco-Loizelier. Boletín del Museo Arqueológico Nacional, ISSN 0212-5544, Nº 29-31, 2011-2013
- Los museos de arqueología del siglo XXI. A distancia, ISSN 1133-1151, Nº 1, 2008
- El Museo Arqueológico Nacional (España), retos y conceptos.Marq, arqueología y museos, ISSN 1885-3145, Nº. 3, 2008
- Valoración y tasación de colecciones arqueológicas, su especificidad y problemática. Mus-A: Revista de los museos de Andalucía, ISSN 1695-7229, Nº. 7, 2006 (Ejemplar dedicado a: La Arqueología y los museos).
- La provincia de Albacete: una reflexión sobre su patrimonio. Añil: Cuadernos de Castilla - La Mancha, ISSN 1133-2263, Nº 28, 2005 (Ejemplar dedicado a: Fotógrafos y fotografía en CLM).
- El Museo de Albacete. Museos.es: Revista de la Subdirección General de Museos Estatales, ISSN 1698-1065, Nº. 1, 2005